# Тупоу VI
Ахоејиту Унуакиотонга Тукуахо (тон. ʻAhoʻeitu ʻUnuakiʻotonga Tukuʻaho), или краће Тупоу VI, је шести краљ острвске државе Тонга. На престо је дошао 18. марта 2012. године, након смрти свог старијег брата, Џорџа Тупоуа V. Ахоејиту је рођен 1959. године и има две магистратуре на факултетима у Аустралији. Служио је као премијер у периоду између 2000. и 2006. године, након чега је званично постао наследник свог брата на престолу. Од 2006. био је високи изасланик Тонге у Канбери Аустралији.